# Érika Cristiano dos Santos
Érika Cristiano dos Santos, genannt Erika (* 4. Februar 1988 in São Paulo) ist eine brasilianische Fußballspielerin.

## Karriere

### Verein
Sie begann ihre Karriere im Alter von sechs Jahren bei Associação Sabesp und schloss sich mit elf dann dem Jugendinternat vom CA Juventus an. 2005 bekam sie ein Angebot vom Pelé-Club FC Santos und spielte bis zum Jahre 2009 für den Verein aus Sao Paulo. Es folgte ein halbes Jahr in den USA für FC Gold Pride, von dem sie 2008 in der vierten Runde im WPS International Draft gezogen wurden. Érika spielte sieben Spiele in der Women’s Professional Soccer, weil sie nach dem Trainerwechsel zu Albertin Montoya in Ungnade viel. Daraufhin kehrte die Verteidigerin zu Santos zurück. Nach ihrer Rückkehr nach Brasilien zum FC Santos erzielte sie in nur fünf Spielen sechs Tore in der Copa do Brasil. Danach wechselte sie im Frühjahr 2010 zu Foz Cataratas, von wo sie im Herbst zu Santos zurückkehrte. Nach der Auflösung der Frauenfußballabteilung des FC Santos im Januar 2012 unterschrieb sie einen Vertrag bei einem südkoreanischen Fußballverein.
Am 6. August 2018 wurde der Wechsel Erikas zum SC Corinthians bekanntgegeben.

### Nationalmannschaft
Érika vertrat ihr Land bei der U-20 Weltmeisterschaft der Frauen 2008 in Chile und stand später auch im Kader für die Olympischen Spiele 2008, wo sie die Silbermedaille gewann. Ebenso nahm sie an der Weltmeisterschaft 2011 teil und wurde in allen vier Spielen der brasilianischen Mannschaft eingesetzt. Im Gruppenspiel gegen Äquatorialguinea erzielte sie den Treffer zur 1:0-Führung. Aufsehen erregte sie im Viertelfinalspiel gegen die USA, als sie sich während der 2:1-Führung ihrer Mannschaft in der 117. Minute angeblich schwer verletzte, vom Spielfeld getragen wurde und dann sogleich wieder von der Trage gesprungen ist und weiterspielen wollte. In der Nachspielzeit konnten die USA den Ausgleichstreffer erzielen und sich letztendlich im Elfmeterschießen gegen Brasilien durchsetzen. Bei den Olympischen Spielen 2012 kam sie in vier Spielen zum Einsatz und schied mit der Mannschaft im Viertelfinale gegen Weltmeister Japan aus. Im Dezember 2012 gewann sie mit der Seleção noch das Vier-Nationen-Turnier in ihrer Heimat. Danach musste sie verletzungsbedingt bis März 2015 auf den nächsten Einsatz warten. Beim Algarve-Cup 2015 wurde sie im Spiel um Platz 7 eingesetzt. Sie gehörte dann auch zum Kader für die WM 2015, verletzte sich aber kurz vor WM-Beginn und wurde durch Rafinha ersetzt. Die Brasilianerinnen schieden bereits im Achtelfinale aus. Bei den anschließenden Panamerikanischen Spielen gewann sie mit ihrer Mannschaft die Goldmedaille, hatte aber nur einen Einsatz im mit 4:0 gegen Kolumbien gewonnenen Finale. Bei den Olympischen Spielen 2016 wurde sie nur im Gruppenspiel gegen Südafrika und im Spiel um die Bronzemedaille, das gegen Kanada mit 1:2 verloren wurde, eingesetzt.
Bei der Fußball-Südamerikameisterschaft der Frauen 2018 wurde sie erst im letzten Gruppenspiel der Vorrunde eingesetzt und steuerte zwei Tore zum 7:0-Sieg gegen Bolivien bei. Auch in der Finalrunde wurde sie erst im letzten Spiel eingewechselt. Brasilien stand schon vor dem Spiel als Südamerikameister fest, hatte sich für die WM 2019 sowie die Olympischen Spiele 2020 qualifiziert und gewann das letzte Spiel gegen Kolumbien mit 3:0. Vor der WM schlug erneut das Schicksal zu, denn leicht verletzt zum Trainingslager angereist, verletzte sie dort schwerer und wurde durch Daiane Limeira ersetzt.
Im ersten Spiel unter der neuen Trainerin Pia Sundhage am 29. August 2019 kam sie dann wieder zum Einsatz und wurde auch in den letzten sechs Spielen des Jahres eingesetzt. Im Juni 2021 wurde sie dann auch für die wegen der COVID-19-Pandemie um ein Jahr verschobenen Olympischen Spiele 2020 nominiert.
| Länderspieltore |             |            |                   |                        |       |          |                                                 |
| Tor             | Spiel       | Datum      | Ort               | Gegner                 | Stand | Endstand | Anlass                                          |
| #1              | 6           | 15.06.2008 | Suwon             | Italien                | 1:0   | 2:1      | Peace Queen Cup                                 |
| #2              | 19          | 13.12.2009 | São Paulo         | Mexiko                 | 2:0   | 3:2      | Torneio Internacional 2009                      |
| #3              | 24          | 19.11.2010 | Latacunga         | Kolumbien              | 4:0   | 5:0      | Fußball-Südamerikameisterschaft der Frauen 2010 |
| inoffiziell     | inoffiziell | 16.06.2011 | Recife            | Auswahl von Pernambuco | 3:1   | 4:1      | Freundschaftsspiel                              |
| #4              | 32          | 06.07.2011 | Frankfurt am Main | Äquatorialguinea       | 1:0   | 3:0      | Weltmeisterschaft 2011                          |
| #5              | 34          | 08.12.2011 | São Paulo         | Italien                | 1:1   | 5:1      | Torneio Internacional 2011                      |
| #6              | 35          | 11.12.2011 | São Paulo         | Chile                  | 1:0   | 4:0      | Torneio Internacional 2011                      |
| #7              | 37          | 18.12.2011 | São Paulo         | Dänemark               | 1:1   | 2:1      | Torneio Internacional 2011                      |
| #8              | 37          | 18.12.2011 | São Paulo         | Dänemark               | 2:1   | 2:1      | Torneio Internacional 2011                      |
| #9              | 47          | 16.12.2012 | São Paulo         | Dänemark               | 1:0   | 2:1      | Torneio Internacional 2012                      |
| #10             | 53          | 01.12.2015 | Cuiabá            | Neuseeland             | 2:1   | 5:1      | Freundschaftsspiel                              |
| #11             | 61          | 25.11.2017 | Ovalle            | Chile                  | 1:0   | 4:0      | Freundschaftsspiel                              |
| #12             | 63          | 13.04.2018 | Coquimbo          | Bolivien               | 1:0   | 7:0      | Copa America 2018                               |
| #13             | 63          | 13.04.2018 | Coquimbo          | Bolivien               | 5:0   | 7:0      | Copa America 2018                               |
| #14             | 70          | 29.08.2019 | São Paulo         | Argentinien            | 4:0   | 5:0      | Torneio Internacional 2019                      |
| #15             | 78          | 01.12.2020 | São Paulo         | Ecuador                | 8:0   | 8:0      | Freundschaftsspiel                              |

## Sonstiges
Für Schlagzeilen sorgte sie mit ihren Mannschaftskameradinnen vom FC Santos im Jahr 2011. Weil der Klub keinen Sponsor fand, modelten die Spielerinnen und verkauften Fotos von sich selbst. Im Mai 2011 wurde sie für ihre Verdienste im Brasilianischen Fußball beim 2° Festival de Cinema de Futebol ausgezeichnet.

## Erfolge
- Südamerikameisterin: 2018
- Silbermedaille bei den Olympischen Spielen 2008
- CONMEBOL Copa Libertadores: 2009, 2019, 2021, 2023, 2024
- Brasilianische Meisterin: 2018, 2020, 2021, 2023, 2024
- Brasilianische Pokalsiegerin: 2009
- Französische Pokalsiegerin: 2018
- Staatsmeisterin von São Paulo: 2019, 2020, 2021
- Goldmedaille bei den Panamerikanischen Spielen 2015

## Auszeichnungen
- Berufung in die Mannschaft des Turniers bei der Weltmeisterschaft 2011
- Ihr Tor gegen Äquatorialguinea am 6. Juli 2011 wurde für die Wahl zum Tor des Turniers nominiert.
- Prêmio Craque do Brasileirão Mannschaft des Jahres: 2019[13]